# فلاديمير فورونكوف

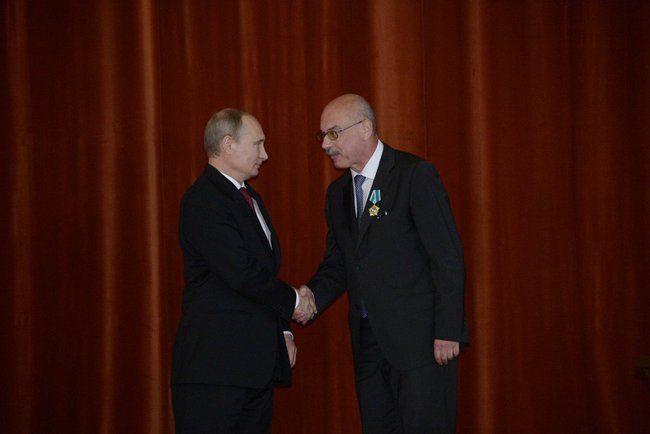
حصل فلاديمير فورونكوف على وسام الصداقة من فلاديمير بوتين في عام 2014.

فلاديمير إيفانوفيتش فورونكوف ( (بالروسية: Влади́мир Ива́нович Воронко́в)‏؛ 21 يونيو 1953) موظف في السلك الدبلوماسي الروسي، شغل منذ عام 2011 منصب الممثل الدائم لروسيا لدى المنظمات الدولية في فيينا. وفي يونيو 2017، عيّنتهُ الأممُ المتحدة أولَ وكيل وزارة لمكتب الأمم المتحدة الجديد لمكافحة الإرهاب. 

## النشأة والتعلّم
وُلد فلاديمير في موسكو، وهو ابن أستاذَي تاريخ. فكان أبوه، إيفان ألكساندروفيتش فورونكوف (1921-1983)، رئيسًا لقسم في جامعة موسكو الحكومية (MSU)، وكانت أمّهُ تُدرس في معهد الدراسات الآسيوية والأفريقية في جامعة ولاية ميشيغان. حصل فلاديمير فورونكوف على درجات البكالوريوس والماجستير والدكتوراه في التاريخ من جامعة ولاية ميشيغان. وفي 1974-75 و 1977-78 درس في جامعة وارسو. تتعلق أطروحته بحزب الفلاحين البولندي في 1918-1922.  يجيد اللغتين الإنجليزية والبولندية. 

## مسار مهني
بعد حصوله على الدكتوراه، التحق فورونكوف بمعهد الاقتصاد في الأكاديمية السوفيتية للعلوم وأصبح مترجمًا بولنديًا للجنة المركزية ، مترجمًا لرئيس الحزب المركزي ليونيد بريجنيف وكونستانتين تشيرنينكو. 
التحق فلاديمير بوزارة الخارجية السوفيتية في عام 1989 وعمل حتى عام 1994 ملحقاً صحفياً في بولندا في السفارة السوفيتية ثم الروسية. ومنذ 1994 شغل مناصب مختلفة في وزارة الخارجية في موسكو وبولندا وفيينا. ومن عام 2008 إلى عام 2011، شغل منصب مدير إدارة التعاون الأوروبي في الوزارة. وفي عام 2011، عُيّنَ ممثلاً دائمًا للاتحاد الروسي لدى الأمم المتحدة والمنظمات الدولية الأخرى في فيينا. 
في يونيو 2017، عينَ الأمينُ العام للأمم المتحدة أنطونيو غوتيريش فلاديمير ليكون أول وكيل أمين عام لمكتب الأمم المتحدة لمكافحة الإرهاب، الذي أُنشئ في 15 يونيو 2017. وكان من المتوقع أن يحصل روسيٌّ على هذا المنصب، إذ كانت لروسيا الأَولَوية لتسلم المنصب، لأنها كانت العضو الدائم الوحيد في مجلس الأمن التابع للأمم المتحدة الذي لم يكن لأحد من مواطنيها منصب رئيسي في الأمم المتحدة. 

## الحياة الشخصية
فلاديمير متزوج من إيرينا بافلوفنا فورونكوفا، وله بنت، اسمها داريا. 
حصل في عام 2002، على وسام الاستحقاق من بولندا. 

## مناصب دبلوماسية
- المبعوث فوق العادة والمفوض من الدرجة 2 (15 كانون الثاني / يناير 2002) [8]
- المبعوث فوق العادة والمفوض من الدرجة الأولى (25 مايو 2006) [9]
- السفير فوق العادة والمفوض (17 يناير 2011) [10]